# خانه دکترباخدا
خانه دکترباخدا مربوط به اواخر دوره قاجار است و در کرمان، خیابان شریعتی، کوچه احمدی، پ ۱۶ واقع شده و این اثر در تاریخ ۲۴ اسفند ۱۳۸۳ با شمارهٔ ثبت ۱۱۶۰۶ به‌عنوان یکی از آثار ملی ایران به ثبت رسیده است.